# Nothomiza aquata
Nothomiza aquata là một loài bướm đêm trong họ Geometridae.